# 1. Polnische Armee

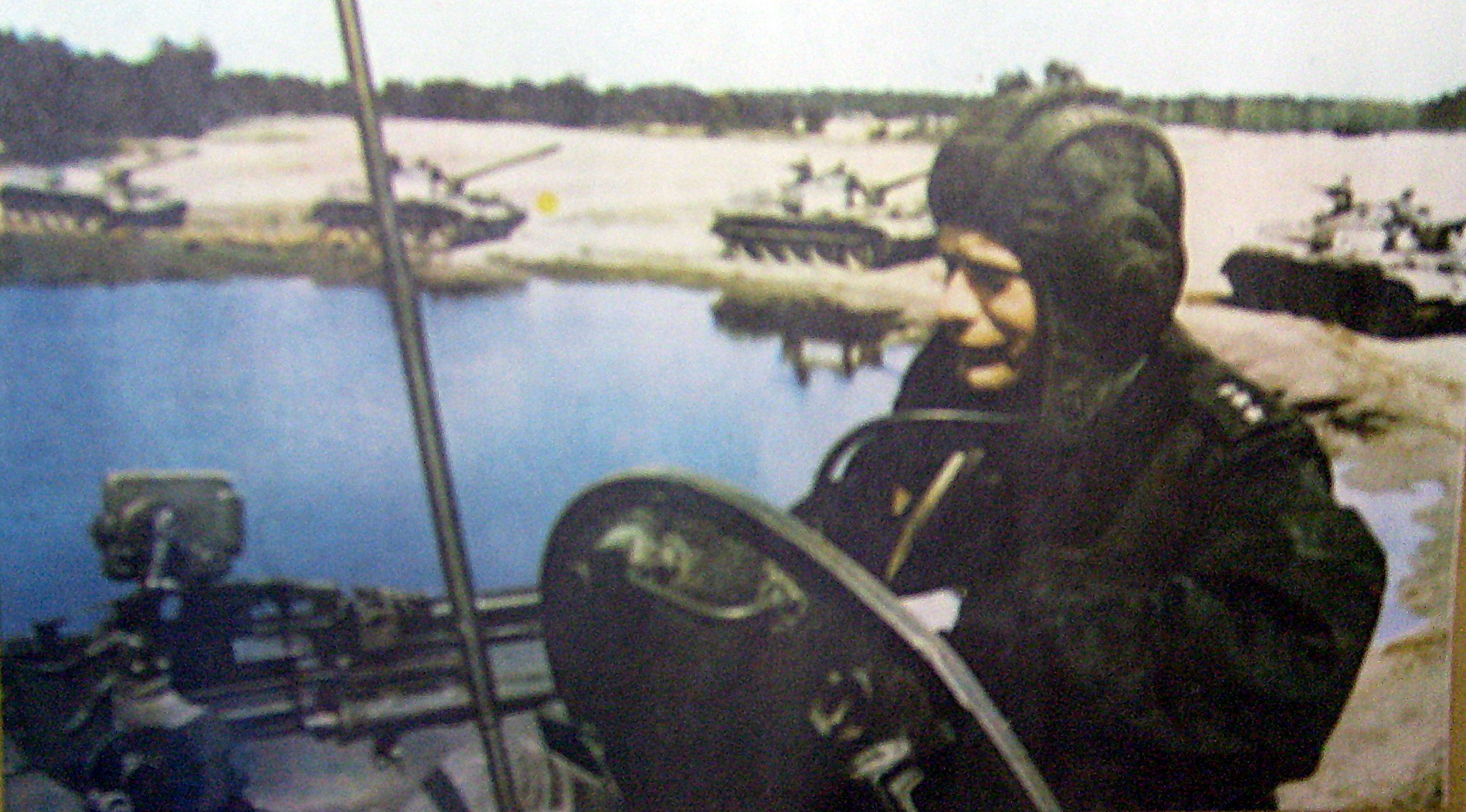
Polnischer Panzerkommandant auf dem Marsch im Jahr 1984

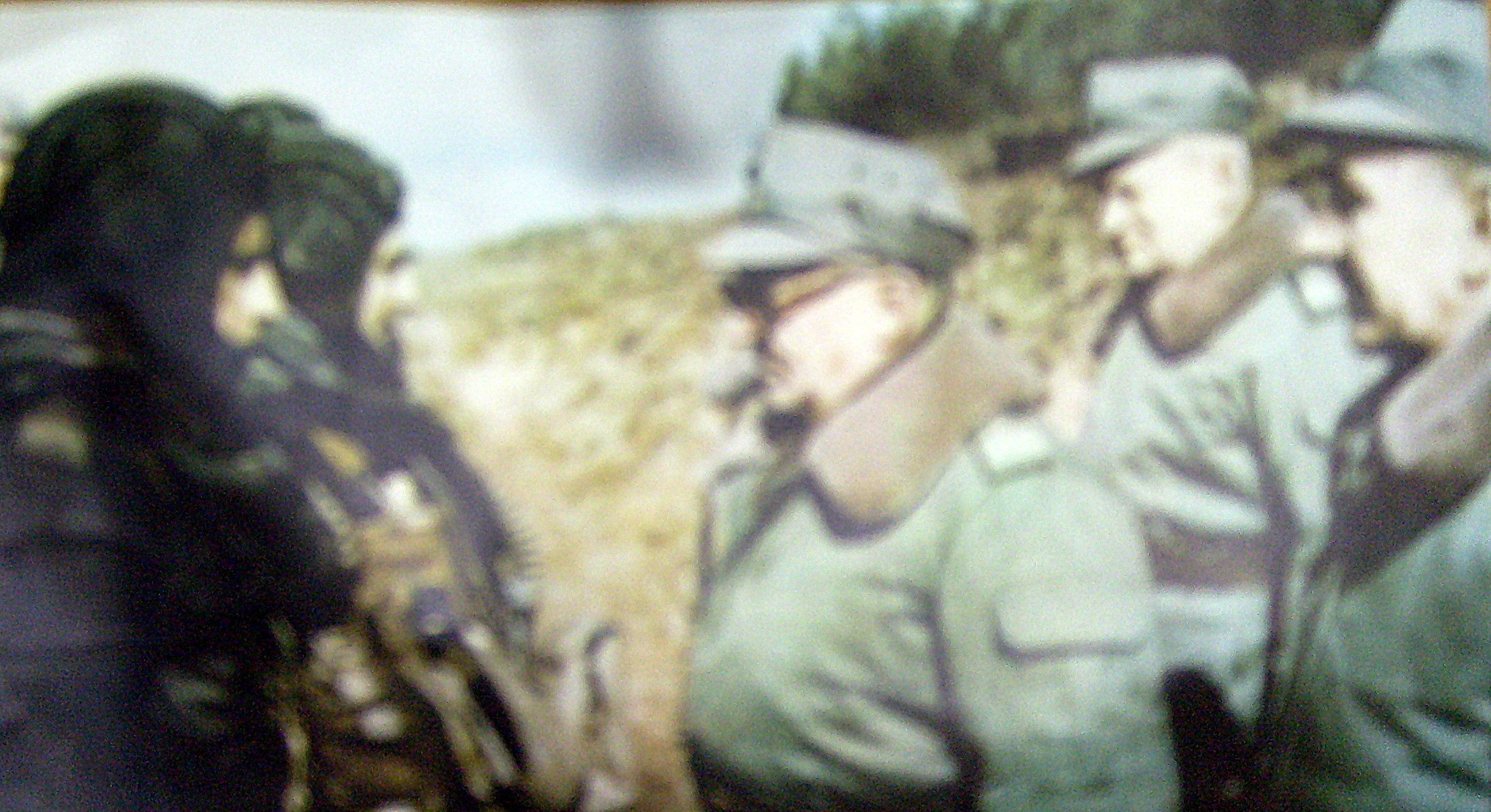
Propagandafoto zum Dienst an der Nation und den Pflichten eines polnischen Soldaten im Jahr 1984

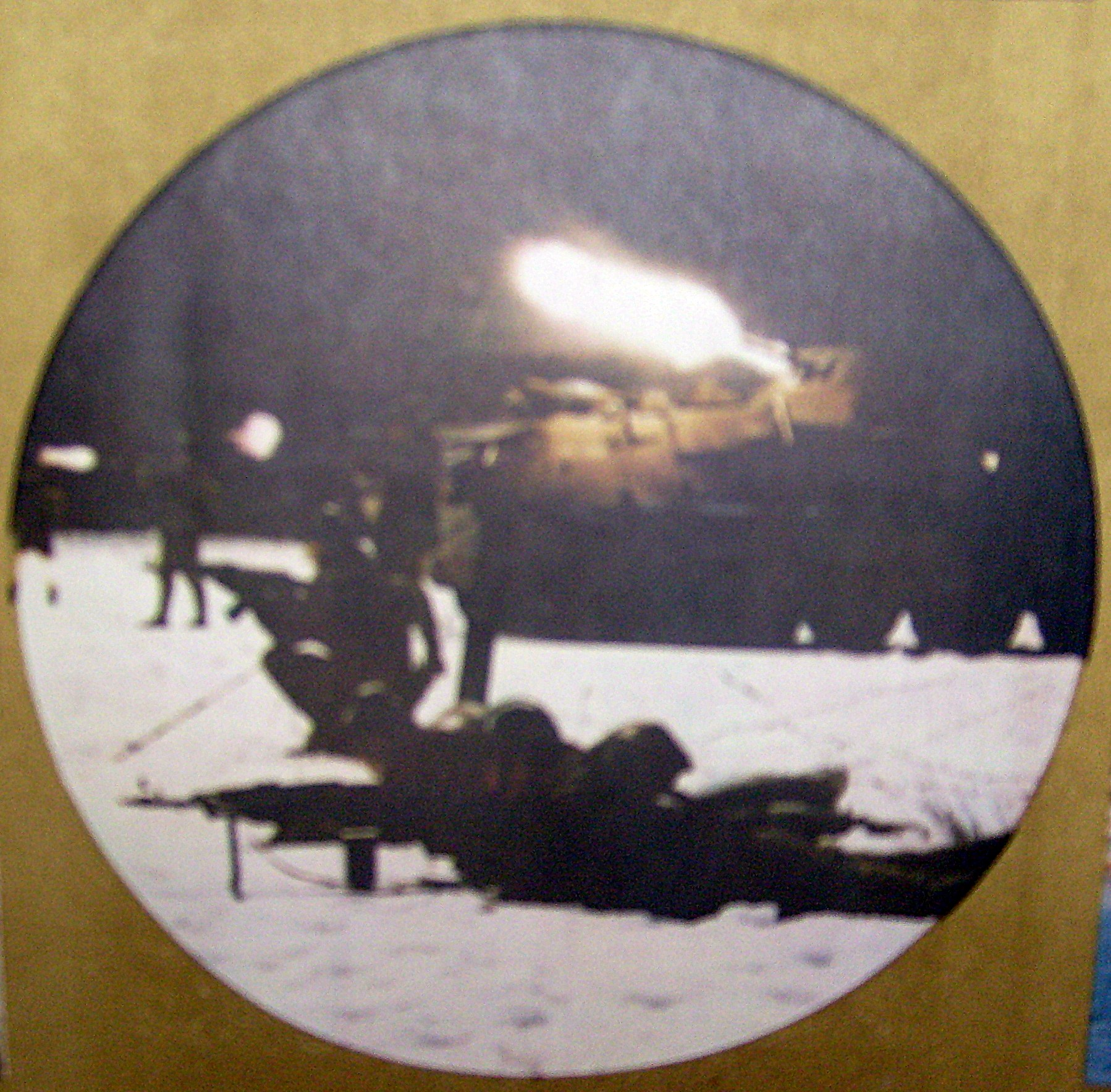
Polnische Mot-Schützen bei einer Nachtkampfübung im Winter

Die 1. Polnische Armee (poln. 1 AWP – 1 Armia Wojska Polskiego beziehungsweise 1 Armia Ogólnowojskowa) war ein Großverband der Polnischen Volksarmee und gehörte während des Kalten Krieges von 1955 bis 1990 zum Pommerschen Militärbezirk mit Hauptquartier in Bydgoszcz. Sie sollte im Spannungsfall gegen die NATO die sogenannte Gefechtsbereitschaft A aufrechterhalten und besaß für den Kriegsfall als Armee für das Gefecht der Verbundenen Waffen einen Personalbestand von 91.000 Soldaten.

## Geschichte
Die 1. Polnische Armee wurde erstmals im Zweiten Weltkrieg im Rahmen der Roten Armee zur Vorbereitung der Weichsel-Oder-Operation aufgestellt und im Januar 1945 eingesetzt. Dabei umfassten die sowjetische 47. Armee und die polnische 1. Armee Warschau, das bis zum Abend des 17. Januar erobert werden konnte.

### Nachkriegszeit
Die Idee zur Konzeption einer polnischen Front tauchte erstmals während eines Manövers im Mai 1950 auf. Daraus entstand die Küstenfront unter dem Kommando von General Stanisław Popławski, bestehend aus der 1., 2. und 3. Polnischen Armee und Fronten der Sowjetarmee. Ihr Auftrag bestand am Anfang darin, die polnische Ostseeküste vor Landeoperationen der NATO zu schützen und in der zweiten Phase als sogenannte „Jütländische Operation“ (Operacjia Jutlandii) Norddeutschland und Dänemark zu erobern, um damit den Zugang zu den Ostseezugängen aufzubrechen. Dieses Konzept für den Einsatz der 1. Polnischen Armee im Krieg wurde 1951 abgeändert. Dabei sollte die 1 AWP der sowjetischen Zentralfront unter Marschall Rokossowski unterstellt werden. Die Schaffung der Front spiegelte sich im Mobilisierungsplan PM-58 wider, der 1958 verabschiedet wurde. Er sah die Bildung folgender Verbände vor: Frontkommando, zwei Armeen (jeweils bestehend aus zwei Mot-Schützendivisionen, zwei Panzerdivisionen, zwei Infanteriedivisionen und zwei Flugabwehrdivisionen, sowie Artillerie-Brigaden), eine Armee des 2. Staffel (bestehend aus zwei Mot-Schützendivisionen und zwei Infanteriedivisionen), eine Luftarmee (bestehend aus Jägerdivisionen, eine Kampfflugzeug-Division und eine Bomberdivision), sowie weitere Fronteinheiten wie Luftlandedivision, eine Flugabwehr-Artillerie-Division, vier Artillerie-Brigaden und Unterstützungstruppen.
Während der Burza-Übungen im Jahr 1961 umfasste das Gebiet der geplanten Operationen der Küstenfront neben Dänemark auch die nördlichen Gebiete Deutschlands und der Beneluxländer. Die Aufgaben der einzelnen Armeen waren wie folgt festgelegt:
- 1. Polnische Armee (50 A) – Offensive gegen das westdeutsche und niederländische NATO-Armeekorps (NORTHAG) und die Fortsetzung des Angriffs auf Dänemark (sollte von der 7. Polnische Seelandedivision (7 DD) und 6. Polnische Luftlandedivision (6 DPD) unterstützt werden).
- 2. Polnische Armee (51 A) – Offensive gegen NORTHAG und Fortsetzung des Angriffs auf die deutsche Nordseeküste.
- 4. Polnische Armee (52 A) – Offensive gegen Norddeutschland, Niederlande und Belgien.

Die Front sollte bei diesen Aktivitäten durch massive Atomschläge unterstützt werden, während der gesamte Angriff etwa 15 Tage dauern sollte.
Die erste Operationsplanung für den Einsatz in Richtung Nordseeküste wurde 1965 verabschiedet. Die Hauptaufgabe der 1. Polnischen Armee bestand darin, den rechten Flügel der Hauptstoßrichtung zu bilden. Nach der Inbesitznahme sollte das gewonnene Territorium gegenüber einer möglichen NATO-Luftlandung verteidigt werden. Dabei sollte der Verband durch ein mechanisiertes Korps der NVA unterstützen.
Die geopolitische Lage Polens und der damit verbundene breite Zugang zum Meer führten dazu, dass während des Kalten Krieges die Küstenverteidigung organisiert werden musste. Von Westen her existierte eine „Pufferzone“ in Form der Deutschen Demokratischen Republik und der Westgruppe der Sowjetarmee auf ihrem Territorium, die Polen vor direkten Angriffen schützte. Die polnische Front wich aufgrund ihrer unzureichenden Kampfzusammensetzung von den Forderungen des Warschauer Pakts ab. Die polnische Front war deutlich schwächer als die Fronten der Sowjetarmee und selbst die tschechoslowakische Front, was sich auf die Wahl der richtigen Vorgehensweise auswirkte. Die Küstenrichtung wurde von den NATO-Truppen als der mit der schwächsten Verteidigung angesehen. Darüber hinaus beeinflussten auch politische Erwägungen die Wahl der „Küstenrichtung“. Es wurde befürchtet, dass die Kampfmoral polnischer Soldaten gegen einen Feind aus angelsächsischen Ländern und Frankreich gering wäre und dass sie in Küstenrichtung hauptsächlich gegen die Bundeswehr kämpfen würden. Im September 1984 wurde das Generalkommando der Westfrontgruppe mit Stab in Legnica eingerichtet und das Hauptquartier der Nordfrontgruppe nach Świdnica verlegt. Es war verantwortlich für:
- Polnische Küstenfront
- 1. Westfront
- 2. Westfront
- Tschechoslowakische Front

Die operative Ausrichtung der 1 AWP war dem Nachrichtendienst der NATO lange Zeit nicht bekannt. Sie ging von einem Angriff der 5. NVA-Armee auf Schleswig-Holstein aus. Jener Großverband war jedoch für einen Gewässerübergang der Elbe im Abschnitt Boizenburg-Hitzacker und einem Einfall in der Nordheide mit Schwerpunkt bei Bad Bevensen vorgesehen. Dabei wäre es zu einer Konfrontation der 5. NVA-Armee mit niederländischen Verbänden gekommen, während die 1 AWP auf der anderen Seite des Elbe-Lübeck-Kanals auf vorbereitete Verteidigungsstellungen der 6. Panzergrenadierdivision gestoßen wäre. Die Aufgabe der 5. NVA-Armee lautete in der Anfangsphase die Einführung der 1 AWP für die „Jütländische Operationsrichtung“ sicherzustellen.
Die polnische Front wäre während eines Dritten Weltkrieges möglicherweise auf erhebliche Hindernisse gestoßen. Ernste Probleme waren ihre Dislozierung, Verschiebung und Konzentration. Die Hauptmarschrouten der Sowjettruppen verliefen durch Polen (für den Kriegsfall waren drei bis vier Fronten geplant), was wiederum den Aufmarsch polnischer Verbände erheblich behindert hätte, da die Sowjetarmee Vorrang hatte. Darüber hinaus gab es das Problem der Nachhaltigkeit auf Frontebene und die Zurückhaltung einiger sowjetischer Offiziere gegenüber dem nationalen Charakter der Polnischen Front, woraufhin ein Konzept zur Trennung polnischer Armeen zwischen einzelnen Sowjetfronten vorgebracht wurden. Während die 1. Polnische Armee ihre ursprüngliche Angriffsrichtung beibehielt, war die 2. Polnische Armee als Teil der Kräfte vorgesehen, welche gegen die NATO-Hauptgruppe (CENTAG) welche Bayern verteidigte, kämpfen. In den Wendejahren Ende der 1980er und Anfang der 1990er änderte sich die Situation im Ostblock radikal. Der Kommunismus brach zusammen, die Satellitenstaaten wurden unabhängig von der UdSSR, welche schließlich 1991 zusammenbrach und in dessen Folge auch der Warschauer Pakt aufgelöst wurde. Infolge dieser Ereignisse endete der Kalte Krieg, so dass das Konzept der polnischen Front seine Existenzberechtigung verlor und aufgegeben wurde.

## Einordnung
Die Streitkräfte der Volksrepublik Polen (Siły Zbrojne Polskiej Rzeczypospolitej Ludowej) mit Hauptquartier in Warschau waren seit 1952 in sechs, später in sieben, Militärbezirke eingeteilt. Dazu gehörten der Militärbezirk Warschau, Lublin, Krakau, Łódź, Poznań, Pommern mit Hauptquartier in Toruń und Schlesien in Katowice.

### Gliederung der Polnischen Streitkräfte (1985)
1985 war das polnische Frontkommando wie folgt gegliedert:
- Frontkommando und Frontstab
- Politabteilung der Front (Zarząd Polityczny Frontu)
- Frontquartiermeister
- 1. Polnische Armee (1 Armia Ogólnowojskowa): 8., 12. und 15. Mot.Schützendivision, 16. und 20. Panzerdivision
- 2. Polnische Armee (2 Armia Ogólnowojskowa): 2. und 4. Mot-Schützendivision, 10. und 11. Panzerdivision
- 4. Polnische Armee (4 Armia Ogólnowojskowa): 1., 3. und 9. Mot-Schützendivision
- Frontluftstreitkräfte
- weitere Fronteinheiten wie 6 BPD, 7 BOW (Friedensgliederung), 26, 28 und 31 RDZ

Im Kriegsfall waren die 7. Polnische Seelandedivision und die 6. Polnische Luftlandedivision für Operationen im Westen vorgesehen.

### Gliederung der 1. Polnischen Armee
- 8. Mot-Schützendivision „Dresden“ (8 Dywizja Zmechanizowana – 8 DZ), in Koszalin
  - Stab, in Koszalin
  - 16. Panzerregiment „Dnowsko-Łużycki“ (16 Dnowsko-Łużycki Pułk Czołgów Średnich – 16 PCZ) mit T-55 als Hauptwaffensystem, in Słupsk
  - 28. Mot-Schützenregiment „Sudecki“ (28 Sudecki Pułk Zmechanizowany – 28 PZ), in Kołobrzeg
  - 32. Mot-Schützenregiment „Budziszyński“ (32 Budziszyński Pułk Zmechanizowany im. Hansa Beimlera – 32 PZ), in Kołobrzeg
  - 36. Mot-Schützenregiment „Łużycki“ (36 Łużycki Pułk Zmechanizowany – 36 PRL), in Trzebiatów
  - 4. Artillerieregiment, in Kołobrzeg
  - 83. Flugabwehr-Artillerieregiment, in Kołobrzeg
  - 47. Raketenartilleriebataillon, in Szczecin
  - 1. Taktisches Raketenbataillon, in Trzebiatów
  - 15. Divisionsartillerie-Batterie, in Kołobrzeg
  - 5. Aufklärungsbataillon, in Kołobrzeg
  - 19. Pionierbataillon, in Unieście
  - 13. Fernmeldebataillon, in Koszalin
  - 8. Nachschubbataillon, in Koszalin
  - 8. Instandsetzungsbataillon, in Koszalin
  - 39. Sanitätsbataillon, in Kołobrzeg
  - 64. ABC-Abwehrkompanie, in Koszalin

- 12. Mot-Schützendivision (12 Dywizja Zmechanizowana im. Bolesława Krzywoustego – 12 DZ), in Szczecin
  - Stab, in Szczecin
  - 25. Mittleres Panzerregiment „Drezdeński“ (25 Drezdeński Pułk Czołgów Średnich – 25 PCZ), in Szczecin
    - fünf Panzerkompanien à 16 × T-55 KPz = 80 T-55 KPz
    - Flugabwehrbatterie 6 SU-23-2 und 4 SA-2 Guideline-Flugabwehrraketenkomplex
    - Aufklärungskompanie z x BRDM-2
    - Pionierkompanie 4 × BLG, BRDM-2 und 5 × SKOT

  - 5. Mot-Schützenregiment „Kołobrzeski“ (5 Kołobrzeski Pułk Zmechanizowany im. Otokara Jarosza – 5 PZ), in Szczecin
  - 9. Mot-Schützenregiment „Zaodrzański“ (9 Zaodrzański Pułk Zmechanizowany), in Stargard
  - 41. Mot-Schützenregiment (41 Pułk Zmechanizowany im. mjr. Bronisława Lachowicza), in Szczecin
  - 2. Artillerieregiment, in Szczecin
  - 124. Flugabwehr-Artillerieregiment, in Szczecin
  - 21. Raketenartilleriebataillon, in Szczecin
  - 22. Taktisches Raketenbataillon, in Szczecin
  - 87. Divisionsartillerie-Batterie
  - 16. Aufklärungsbataillon, in Szczecin
  - 2. Pionierbataillon, in Stargard Szczeciński
  - 33. Fernmeldebataillon, in Szczecin
  - 12. Nachschubbataillon, in Kobylanka
  - 12. Instandsetzungsbataillon, in Gryfice
  - 45. Sanitätsbataillon, in Stargard Szczecin
  - 19. ABC-Abwehrkompanie, in Stargard

- 15. Garde-Mot-Schützendivision (15 Dywizja Zmechanizowana im. Gwardii Ludowej – 15 DZ), in Olsztyn (1988 außer Dienst gestellt)
  - Stab, in Olsztyn
  - 35. Panzerregiment (35 Pułk Czołgów Średnich im. Ludowych Gwardzistów Warszawy – 35 PCZ), in Ostróda
  - 37. Mot-Schützenregiment (37 Pułk Zmechanizowany -> 94 Pułk Zmechanizowany), in Morąg
  - 50. Mot-Schützenregiment (50 Pułk Zmechanizowany), in Lidzbark
  - 75. Mot-Schützenregiment (75 Pułk Zmechanizowany), in Bartoszyce
  - 9. Artillerieregiment, in Olsztyn
  - 46. Flugabwehr-Artillerieregiment, in Olsztyn
  - 19. Taktisches Raketenbataillon, in Morąg
  - Divisionsartillerie-Batterie
  - 12. Aufklärungsbataillon, in Biskupiec
  - 46. Pionierbataillon, in Olsztyn
  - 29. Fernmeldebataillon, in Olsztyn
  - Nachschubbataillon
  - Instandsetzungsbataillon
  - Sanitätsbataillon
  - ABC-Abwehrkompanie

- 16. Panzerdivision „Kaszubska“ (16 Dywizja Pancerna oder 16 Kaszubska Dywizja Pancerna 16 DPanc), in Elbląg
  - Stab, in Elbląg
  - 1. Panzerregiment „Warszawa“ (1 Warszawski Pułk Czołgów), in Elbląg
  - 51. Panzerregiment „Kościerski“ (51 Pułk Czołgów), in Braniewo
  - 60. Panzerregiment „Kartuski“ (60 Pułk Czołgów oder 58 Pułk Czołgów), in Elbląg
  - 55. Mot-Schützenregiment (55 Pułk Zmechanizowany), in Braniewo
  - 16. Artillerieregiment, in Braniewo
  - 13. Flugabwehr-Artillerieregiment, in Elbląg
  - 48. Raketenartilleriebataillon, in Malbork
  - 4. Taktisches Raketenbataillon, in Malbork
  - Divisionsartillerie-Batterie
  - 17. Aufklärungsbataillon, in Elbląg
  - 47. Pionierbataillon, in Tczew
  - 43. Fernmeldebataillon, in Elbląg
  - 16. Nachschubbataillon, in Elbląg
  - Instandsetzungsbataillon, in Elbląg
  - 57. Sanitätsbataillon, in Braniewo
  - 61. ABC-Abwehrkompanie, in Elbląg

- 20. Panzerdivision „Warszawa“ (20 Dywizja Pancerna oder 20 Warszawska Dywizja Pancerna – 20 DPanc), in Szczecinek
  - Stab, in Szczecinek
  - 24. Panzerregiment „Dresden“ (24 Drezdeński Pułk Czołgów Średnich), in Stargard
  - 28. Panzerregiment „Saski“ (28 Saski Pułk Czołgów Średnich), in Czarne
  - 68. Panzerregiment (68 Pułk Czołgów Średnich), in Budowo
  - 49. Mot-Schützenregiment „Warszawa“ (49 Warszawski Pułk Zmechanizowany – 49 PZ), in Wałcz
  - 36. Artillerieregiment, in Budowo
  - 75. Flugabwehr-Artillerieregiment, in Rogowo
  - 26. Raketenartilleriebataillon, in Stargard
  - 7. Taktisches Raketenbataillon, in Budowo
  - Divisionsartillerie-Batterie
  - 8. Aufklärungsbataillon, in Stargard
  - 73. Pionierbataillon, in Gryfice
  - 63. Fernmeldebataillon, in Szczecinek
  - Nachschubbataillon, in Szczecinek
  - Instandsetzungsbataillon
  - Sanitätsbataillon, in Stargard
  - ABC-Abwehrkompanie

- 2. Pommersche Artilleriebrigade, in Choszczno (Taktische Raketen)
- 5. Pionierbrigade „Mazurska“, in Szczecin
- 6. Artilleriebrigade „Warszawa“, in Toruń
- 7. Haubitzenartilleriebrigade, in Toruń
- 2. Pommersches ABC-Abwehrregiment, in Grudziądz
- 4. Fernmelderegiment „Łużycki“, in Bydgoszcz
- 14. Panzerabwehr-Artillerieregiment „Sudecki“, in Kwidzyn
- 56. Kompanie Spezialkräfte (Kompanii Specjalnej Fernspäher), in Szczecin

## Kommandeure
- Divisionsgeneral (Gen. Dyw.) Zygmunt Huszcza 1956 bis 1964
- Divisionsgeneral (Gen. Dyw.) Józef Kamiński 1964 bis 1971
- Divisionsgeneral (Gen. Dyw.) Wojciech Barański 1971 bis 1978
- Divisionsgeneral (Gen. Dyw.) Józef Użycki 1978 bis 1983
- Divisionsgeneral (Gen. Dyw.) Zbigniew Blechman 1983 bis 1989
- Divisionsgeneral (Gen. Dyw.) Zbigniew Zalewski 1989 bis 1990